# أختاتشي (أبرومند)
أختاتشي (بالفارسية: اختاچی) هي قرية تقع في إيران في قسم أبرومند الريفي. يقدر عدد سكانها بـ 484 نسمة بحسب إحصاء 2016.